# Hervé Duffard
Hervé Duffard (Niza, 15 de julio de 1960) es un expiloto de motociclismo francés, que compitió en el Mundial de Motociclismo entre la temporada 1987 y 1990.

## Resultados en el Campeonato del Mundo
Sistema de puntuación desde 1969 hasta 1987:
| Posición | 1.º | 2.º | 3.º | 4.º | 5.º | 6.º | 7.º | 8.º | 9.º | 10.º |
| Puntos   | 15  | 12  | 10  | 8   | 6   | 5   | 4   | 3   | 2   | 1    |

Sistema de puntuación desde 1988 hasta 1991:
| Posición | 1.º | 2.º | 3.º | 4.º | 5.º | 6.º | 7.º | 8.º | 9.º | 10.º | 11.º | 12.º | 13.º | 14.º | 15.º |
| Puntos   | 20  | 17  | 15  | 13  | 11  | 10  | 9   | 8   | 7   | 6    | 5    | 4    | 3    | 2    | 1    |

### Carreras por año
(Carreras en negrita indica pole position, carreras en cursiva indica vuelta rápida)
| Año  | Cat.  | Moto  | 1     | 2      | 3       | 4       | 5     | 6       | 7       | 8       | 9       | 10      | 11      | 12      | 13      | 14     | 15     | Pts. | Pos. |
| 1986 | 250cc | Honda | ESP - | NAT -  | GER -   | AUT -   | YUG - | NED -   | BEL -   | FRA DNQ | GBR -   | SWE -   | RSM -   |         |         |        |        | 0    | -    |
| 1987 | 250cc | Honda | JAP - | ESP 24 | GER DNQ | NAT DNQ | AUT - | YUG -   | NED -   | FRA 13  | GBR 27  | SWE Ret | CZE DNQ | RSM DNQ | POR DNQ | BRA 24 | ARG 15 | 0    | -    |
| 1988 | 250cc | Honda | JAP - | USA -  | ESP DNQ | EXP DNQ | NAT - | GER 18  | AUT DNQ | NED -   | BEL -   | YUG DNQ | FRA Ret | GBR DNQ | SWE DNQ | CZE -  | BRA -  | 0    | -    |
| 1989 | 125cc | Honda | JPN - | AUS -  |         | ESP DNQ | NAT - | GER DNQ | AUT -   |         | NED -   | BEL -   | FRA 15  | GBR 22  | SWE 23  | CZE 25 |        | 1    | 45.º |
| 1990 | 125cc | Honda | JPN - |        | ESP 20  | NAT 26  | GER - | AUT -   | YUG DNQ | NED DNQ | BEL DNQ | FRA 19  | GBR Ret | SWE DNQ | CZE 22  | HUN -  | AUS -  | 0    | -    |